# سافانخت
سافانخت (لاو:ໄກສອນ ພົມວິຫານ) تقع في جنوب غرب لاوس، يقدر عدد سكانها 120 ألف نسمة وتعتبر ثاني أكبر مدينة وعاصمة محافظة سافانخت وأكبر مدنها

## المناخ
تتميز سافانخت بمناخ أستوائي رطب جاف معا طقس حار علي مدارالسنة

## معرض صور

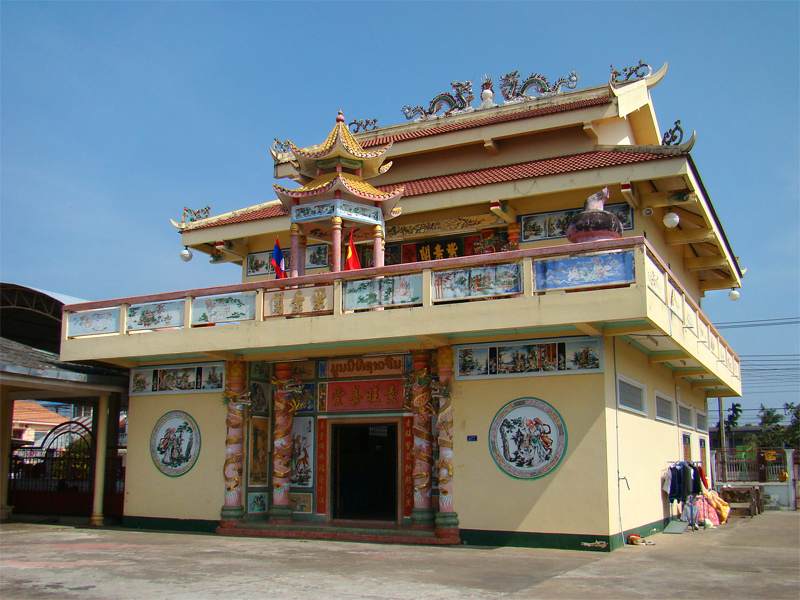
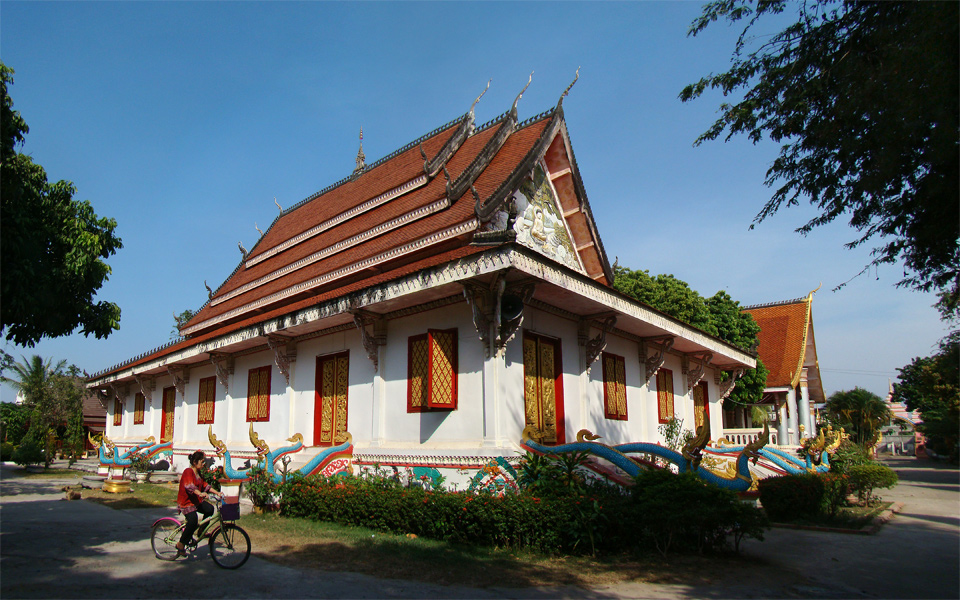
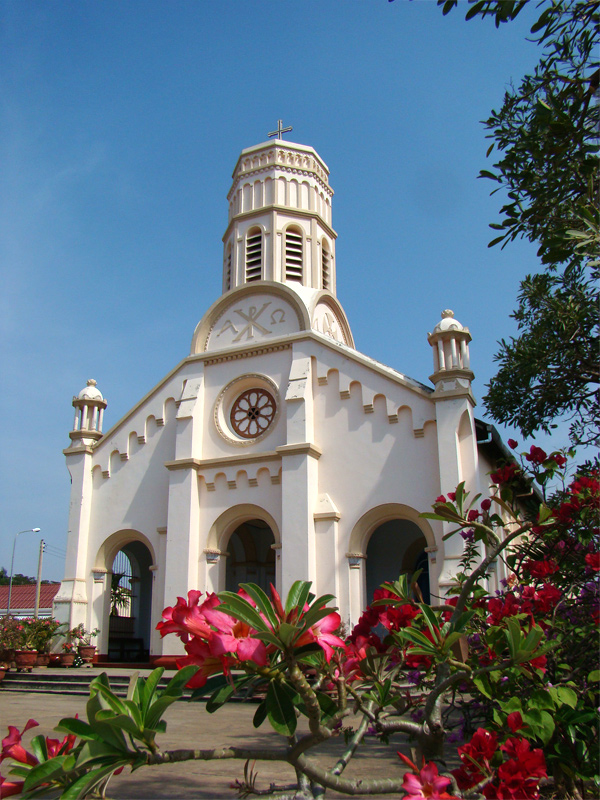
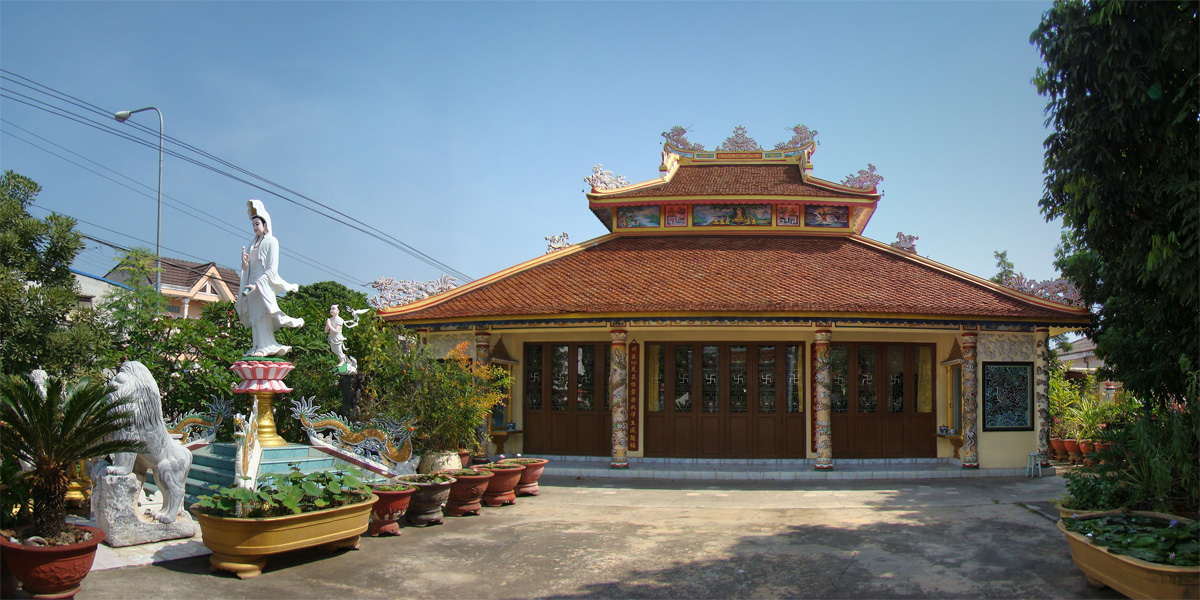

## أعلام
- كايسون فومفيهان